# Luni (Italië)
Luni is een gemeente (comune) in de Italiaanse provincie Liguria. 